# Glyn Hodges
Glyn Peter Hodges (Streatham, 30 aprile 1963) è un allenatore di calcio, dirigente sportivo ed ex calciatore gallese, di ruolo centrocampista.

## Carriera

### Allenatore
Hodges è arrivato al Barnsley nell'agosto del 2000 per ricongiungersi con il suo vecchio amico Dave Bassett. Il suo lavoro con le riserve ha visto la squadra lottare regolarmente per la vittoria del titolo sia in campionato che in coppa.
È stato nominato manager ad interim per la prima volta nell'ottobre 2001 in seguito al licenziamento di Nigel Spackman ed è stato in carica solo per quattro partite prima che Steve Parkin lasciasse Rochdale per prendere il controllo dei Tykes.
Il mandato di Parkin è durato solo nove mesi quando è stato licenziato, con il club che è entrato in amministrazione dopo la retrocessione in Division Two. Hodges divenne di nuovo manager ad interim e rimase in carica per il resto della stagione fino all'estate del 2003. Poi, con il club in disperati problemi finanziari, Hodges fu sostituito da Guðjón Þórðarson, che faceva parte del consorzio che prese il controllo del club nel giugno 2003.
All'inizio del 2004, Glyn Hodges è raggiunse Mark Hughes nella nazionale Gallese, diventando manager del Galles Under 21. Nonostante abbia fatto "passi da gigante", Glyn è stato rimosso dal suo ruolo dalla scossa di John Toshack dello staff della Football Association Wales nel dicembre 2004
Glyn si è poi riunito al suo ex capo, Mark Hughes, come team manager della riserve del Blackburn. Nel luglio 2008 Glyn ha annunciato che avrebbe lasciato il Blackburn dopo di che, dopo un mese di ritardi, ha seguito Hughes al Manchester City, venendo nominato nuovamente nel ruolo di Reserve Team Manager. Tuttavia, è diventato disoccupato il 19 dicembre 2009 quando Mark Hughes e il suo staff sono stati sollevati dai loro compiti nel club.
Glyn successivamente ha trascorso un breve periodo al Leeds United come allenatore prima di tornare da Mark Hughes come allenatore della prima squadra al Fulham nell'ottobre 2010. Ha poi lavorato al Queens Park Rangers e il 2 luglio 2013 è entrato a far parte dello Stoke City come allenatore under 21. Ha lasciato Stoke nel gennaio 2018.
Il 4 dicembre 2018, Glyn Hodges è entrato a far parte dello staff di Wally Downes come assistente manager di AFC Wimbledon. Il 25 settembre 2019, ha assunto temporaneamente la gestione della prima squadra a seguito della sospensione di Wally Downes dopo essere stato accusato dalla FA per cattiva condotta per scommesse.

## Statistiche

### Calciatore

#### Cronologia presenze e reti in nazionale
| Cronologia completa delle presenze e delle reti in nazionale ― Galles | Cronologia completa delle presenze e delle reti in nazionale ― Galles | Cronologia completa delle presenze e delle reti in nazionale ― Galles | Cronologia completa delle presenze e delle reti in nazionale ― Galles | Cronologia completa delle presenze e delle reti in nazionale ― Galles | Cronologia completa delle presenze e delle reti in nazionale ― Galles | Cronologia completa delle presenze e delle reti in nazionale ― Galles | Cronologia completa delle presenze e delle reti in nazionale ― Galles |
| Data                                                                  | Città                                                                 | In casa                                                               | Risultato                                                             | Ospiti                                                                | Competizione                                                          | Reti                                                                  | Note                                                                  |
| --------------------------------------------------------------------- | --------------------------------------------------------------------- | --------------------------------------------------------------------- | --------------------------------------------------------------------- | --------------------------------------------------------------------- | --------------------------------------------------------------------- | --------------------------------------------------------------------- | --------------------------------------------------------------------- |
| 6-6-1984                                                              | Trondheim                                                             | Norvegia                                                              | 1 – 0                                                                 | Galles                                                                | Amichevole                                                            | -                                                                     | 71’                                                                   |
| 10-6-1984                                                             | Ramat Gan                                                             | Israele                                                               | 0 – 0                                                                 | Galles                                                                | Amichevole                                                            | -                                                                     | 67’                                                                   |
| 18-2-1987                                                             | Swansea                                                               | Galles                                                                | 0 – 0                                                                 | Unione Sovietica                                                      | Amichevole                                                            | -                                                                     |                                                                       |
| 1-4-1987                                                              | Cardiff                                                               | Galles                                                                | 4 – 0                                                                 | Finlandia                                                             | Amichevole                                                            | 1                                                                     |                                                                       |
| 29-4-1987                                                             | Wrexham                                                               | Galles                                                                | 1 – 1                                                                 | Cecoslovacchia                                                        | Amichevole                                                            | -                                                                     | 78’                                                                   |
| 9-9-1987                                                              | Cardiff                                                               | Galles                                                                | 1 – 0                                                                 | Danimarca                                                             | Qual. Euro 1988                                                       | -                                                                     | 73’                                                                   |
| 14-10-1987                                                            | Copenaghen                                                            | Danimarca                                                             | 1 – 0                                                                 | Galles                                                                | Qual. Euro 1988                                                       | -                                                                     | 65’                                                                   |
| 11-11-1987                                                            | Praga                                                                 | Cecoslovacchia                                                        | 2 – 0                                                                 | Galles                                                                | Qual. Euro 1988                                                       | -                                                                     | 66’                                                                   |
| 27-4-1988                                                             | Solna                                                                 | Svezia                                                                | 4 – 1                                                                 | Galles                                                                | Amichevole                                                            | 1                                                                     |                                                                       |
| 1-6-1988                                                              | Ta' Qali                                                              | Malta                                                                 | 2 – 3                                                                 | Galles                                                                | Amichevole                                                            | -                                                                     | 78’                                                                   |
| 4-6-1988                                                              | Brescia                                                               | Italia                                                                | 0 – 1                                                                 | Galles                                                                | Amichevole                                                            | -                                                                     | 60’ 69’                                                               |
| 25-4-1990                                                             | Stoccolma                                                             | Svezia                                                                | 4 – 2                                                                 | Galles                                                                | Amichevole                                                            | -                                                                     |                                                                       |
| 20-5-1990                                                             | Cardiff                                                               | Galles                                                                | 1 – 0                                                                 | Costa Rica                                                            | Amichevole                                                            | -                                                                     | 76’                                                                   |
| 11-9-1991                                                             | Cardiff                                                               | Galles                                                                | 1 – 0                                                                 | Brasile                                                               | Amichevole                                                            | -                                                                     | 76’                                                                   |
| 19-2-1992                                                             | Dublino                                                               | Irlanda                                                               | 0 – 1                                                                 | Galles                                                                | Amichevole                                                            | -                                                                     | 76’                                                                   |
| 29-4-1992                                                             | Vienna                                                                | Austria                                                               | 1 – 1                                                                 | Galles                                                                | Amichevole                                                            | -                                                                     | 59’                                                                   |
| 11-10-1995                                                            | Cardiff                                                               | Galles                                                                | 1 – 2                                                                 | Germania                                                              | Qual. Euro 1996                                                       | -                                                                     | 84’                                                                   |
| 24-1-1996                                                             | Terni                                                                 | Italia                                                                | 3 – 0                                                                 | Galles                                                                | Amichevole                                                            | -                                                                     | 57’                                                                   |
| Totale                                                                |                                                                       | Presenze                                                              | 18                                                                    |                                                                       | Reti                                                                  | 2                                                                     |                                                                       |

### Statistiche da allenatore
Statistiche aggiornate al 11 gennaio 2021. In grassetto le competizioni vinte.
| Stagione             | Squadra              | Campionato           | Campionato | Campionato | Campionato | Campionato | Coppe nazionali | Coppe nazionali | Coppe nazionali | Coppe nazionali | Coppe nazionali | Coppe continentali | Coppe continentali | Coppe continentali | Coppe continentali | Coppe continentali | Altre coppe | Altre coppe | Altre coppe | Altre coppe | Altre coppe | Totale | Totale | Totale | Totale | % Vittorie | Piazzamento |
| Stagione             | Squadra              | Comp                 | G          | V          | N          | P          | Comp            | G               | V               | N               | P               | Comp               | G                  | V                  | N                  | P                  | Comp        | G           | V           | N           | P           | G      | V      | N      | P      | %          | Piazzamento |
| -------------------- | -------------------- | -------------------- | ---------- | ---------- | ---------- | ---------- | --------------- | --------------- | --------------- | --------------- | --------------- | ------------------ | ------------------ | ------------------ | ------------------ | ------------------ | ----------- | ----------- | ----------- | ----------- | ----------- | ------ | ------ | ------ | ------ | ---------- | ----------- |
| ott.-nov. 2001       | Barnsley             | FD                   | 4          | 1          | 1          | 2          | FACup+CdL       | -               | -               | -               | -               | -                  | -                  | -                  | -                  | -                  | -           | -           | -           | -           | -           | 4      | 1      | 1      | 2      | 25,00      | Ad interim  |
| ott. 2002-2003       | Barnsley             | SD                   | 33         | 9          | 10         | 14         | FACup+CdL       | 1+0             | 0               | 0               | 1               | -                  | -                  | -                  | -                  | -                  | FLT         | 1           | 0           | 0           | 1           | 35     | 9      | 10     | 16     | 25,71      | Sub. 19º    |
| Totale Barnsley      | Totale Barnsley      | Totale Barnsley      | 37         | 10         | 11         | 16         |                 | 1               | 0               | 0               | 1               |                    | -                  | -                  | -                  | -                  |             | 1           | 0           | 0           | 1           | 39     | 10     | 11     | 18     | 25,64      |             |
| ott. 2019-2020       | AFC Wimbledon        | FL1                  | 25         | 6          | 8          | 8          | FACup+CdL       | 2+0             | 0               | 1               | 1               | -                  | -                  | -                  | -                  | -                  | FLT         | 1           | 0           | 0           | 1           | 28     | 6      | 9      | 10     | 21,43      | Sub. 20º    |
| 2020-2021            | AFC Wimbledon        | FL1                  | 0          | 0          | 0          | 0          | FACup+CdL       | 0+0             | 0               | 0               | 0               | -                  | -                  | -                  | -                  | -                  | FLT         | 0           | 0           | 0           | 0           | 0      | 0      | 0      | 0      | —          | in corso    |
| Totale AFC Wimbledon | Totale AFC Wimbledon | Totale AFC Wimbledon | 25         | 6          | 8          | 8          |                 | 2               | 0               | 1               | 1               |                    | -                  | -                  | -                  | -                  |             | 1           | 0           | 0           | 1           | 28     | 6      | 9      | 10     | 21,43      |             |
| Totale carriera      | Totale carriera      | Totale carriera      | 62         | 16         | 19         | 24         |                 | 3               | 0               | 1               | 2               |                    | -                  | -                  | -                  | -                  |             | 2           | 0           | 0           | 2           | 67     | 16     | 20     | 28     | 23,88      |             |